# Olympia SM
Die Olympia SM war eine Modellreihe von Schreibmaschinen des Wilhelmshavener Schreibmaschinenherstellers Olympia. Die Modellreihe wurde ab 1948 gebaut (erst ab 1949 unter dem Namen SM) und endete 1979 unter dieser Bezeichnung. Die Produktion von Nachfolgemodellen kam in den 1980er-Jahren mit dem Niedergang der mechanischen Typenhebelschreibmaschinen zum Erliegen. Aufgrund der hohen Verbreitung der Maschinen dieser Modellreihe, zusammen mit der Büromaschinen-Reihe SG und der Reisemaschinen-Reihe SF, war Olympia einer der größten Schreibmaschinen-Produzenten der Welt.

## Vorgeschichte (1948–49)

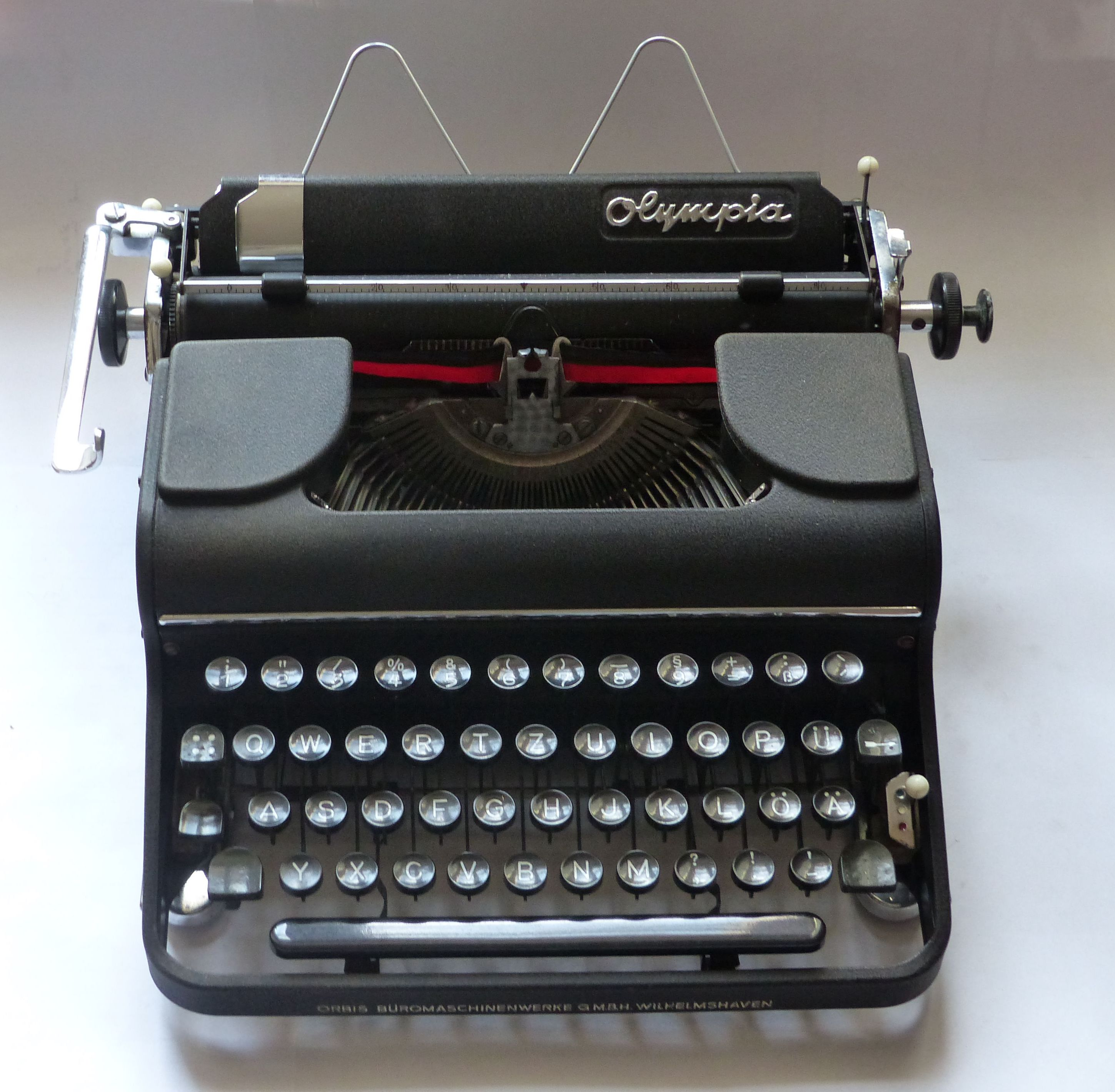
Olympia Orbis (1950)

1948 entschieden sich die Entwickler und die Leitung der Olympia-Werke Erfurt, mit den Konstruktionsplänen aus der sowjetischen Zone zu fliehen und bauten in Wilhelmshaven ein neues Unternehmen auf. Jedoch wurde die Produktion auch im Erfurter Werk, wo man über die Produktionswerkzeuge verfügte, weitergeführt. Ein Rechtsstreit über die Verwendung des Namens Olympia führte dazu, dass das Wilhelmshavener Werk ihre Produkte ab 1948 vorerst unter dem Namen Orbis vertrieben, während die Erfurter Werke den Namen Optima nutzten. Nachdem der Rechtsstreit zugunsten der Wilhelmshavener Werke ausfiel, nannten sich diese wieder Olympia. Das erste unter diesem Namen gebaute Modell hieß Olympia Orbis.
Technisch war die Orbis bzw. die Olympia Orbis ein Nachfolger der Olympia Progress, die  möglicherweise von dem Ingenieur Johannes Krüger entwickelt wurde.

## SM1 (1949–51)
Die SM-Reihe wurde durch die 1949 erfolgte Umbenennung der Olympia Orbis in Olympia SM1 begründet. Die Olympia SM1 ist technisch mit ihrem Vorgänger der Olympia Orbis und der Orbis weitgehend identisch. Die Maschinen besitzen eine Wagenumschaltung, 44 Typen, bei einfacher Umschaltung also 88 Schriftzeichen. Die Tasten sind aus Pressstoff und die Maschine besitzt eine Farbbandumschaltung (meist zwischen schwarz und rot). Es sind zudem ein Walzenstechknopf und linke und rechte Zeilensteller vorhanden. Ein Tabulator war nicht verfügbar. Die Maschinen wurden mit einem Holzkoffer verkauft. Die SM1 wurde 1951 durch die ab 1950 hergestellte SM2 abgelöst.

## SM2 (1950–61)

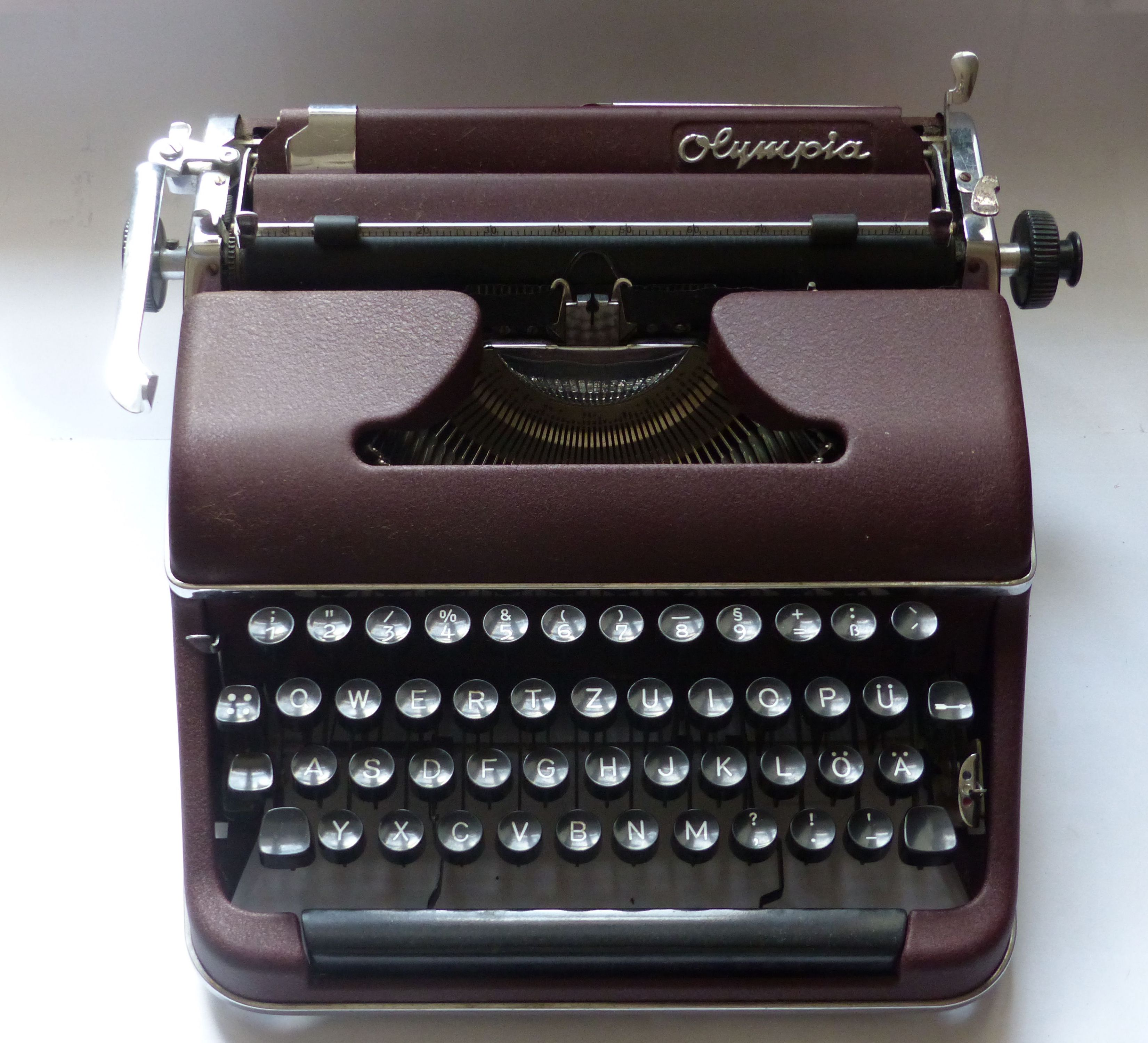
Olympia SM2 (1951)

Die Olympia SM2 wurde ab 1950 hergestellt und verfügte über ein neues Gehäuse, die Mechanik blieb im Wesentlichen identisch mit derjenigen der SM1. Die Maschine wurde noch kurz parallel mit ihrem Vorgänger, der SM1 gebaut, löste diese jedoch nach kurzer Zeit ab 1951 ab. Waren die Tasten anfangs noch rund, wurden später die charakteristische trapezoide Form für die Tasten verwendet.

## SM3 (1953–61)

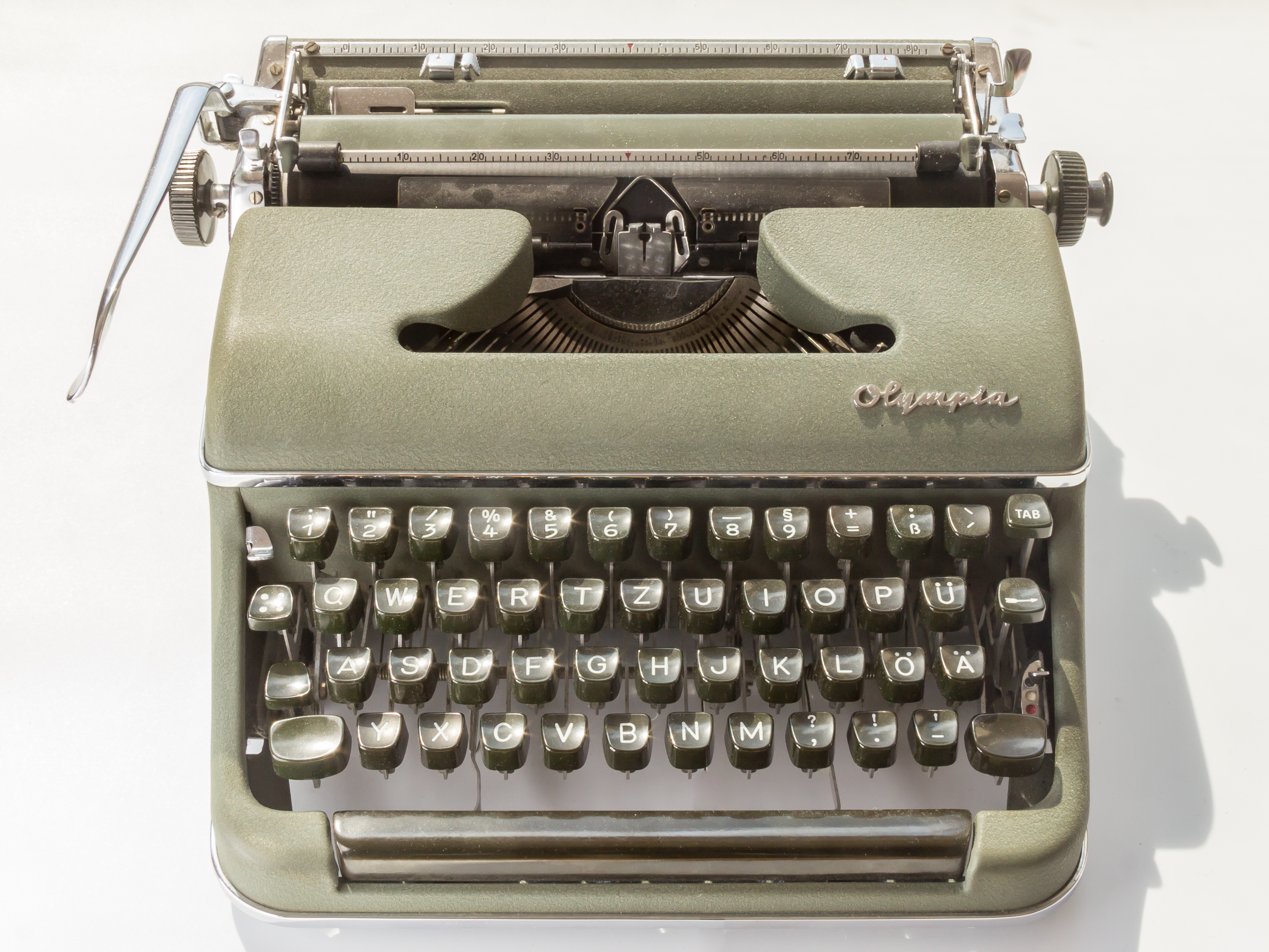
Olympia SM3 (1954)

Ab 1953 wurde zusätzlich zur SM2 eine Variante mit Tabulator eingeführt, die mit dem Namen Olympia SM3 bezeichnet wurde. Die SM2 und SM3 waren nun parallel erhältlich. Die SM3 war mit einem Breitwagen erhältlich.

## SM4 (1958–61)
Die Olympia SM4 war zusätzlich mit einer Setz- und Löschtaste für den Tabulator neben der Leertaste ausgestattet, wie sie Olympia vor dem Zweiten Weltkrieg bereits beim Modell Elite anbot.

## SM5 (1961/62–64)
Die Olympia SM5 war die günstigere Alternative zur SM7. Technisch war sie eine Mischung von SM2 und SM3 und besaß auch deren Gehäuse. Die Maschine war nur in weiß erhältlich. Die besaß 44 Tasten, das heißt 88 Zeichen. Sie verfügt über eine Wagenumschaltung, eine dreifache Zeilenschaltung und einen Setztabulator. Der Wagen war 24 cm breit, die Walze hat einen Durchmesser von 32,3 mm. Sie ist für 13-mm-Farbbänder ausgelegt. Die Maschine wiegt 5,8 kg ohne Koffer und 8,2 kg mit Koffer. Sie misst etwa 33,5 × 31,5 × 14,5 cm. Es waren vier verschiedene Schriften erhältlich. 1961 kostete sie 371 DM ohne Koffer und 1962 418 DM mit Koffer. Die Maschine besaß eine Stechwalze, korrigierende Leertaste, Walzen- und Wagenlöser, Zweifarbenband. Es waren zahlreiche Spezialtastaturen erhältlich.

## SM7 (1962–64)
Die Olympia SM7 wurde 1962 eingeführt und ist technisch mit der SM4 identisch, besitzt jedoch ein neues eckigeres Gehäuse. Die Maschine war in weiß, pink und blau erhältlich. Wie die SM4 besitzt sie die Setz- und Löschtasten neben der Leertaste.

## SM8 (1964–79)
Die Olympia SM8 wurde zeitgleich mit der SM9 eingeführt. Beide Maschinen lösten die zuvor erhältlichen SM5 und SM7 ab. Die SM8 und SM9 verfügten im Gegensatz zu allen Vorgängern über eine Segment- statt einer Wagenumschaltung. Die SM8 besitzt einen Tabulator.

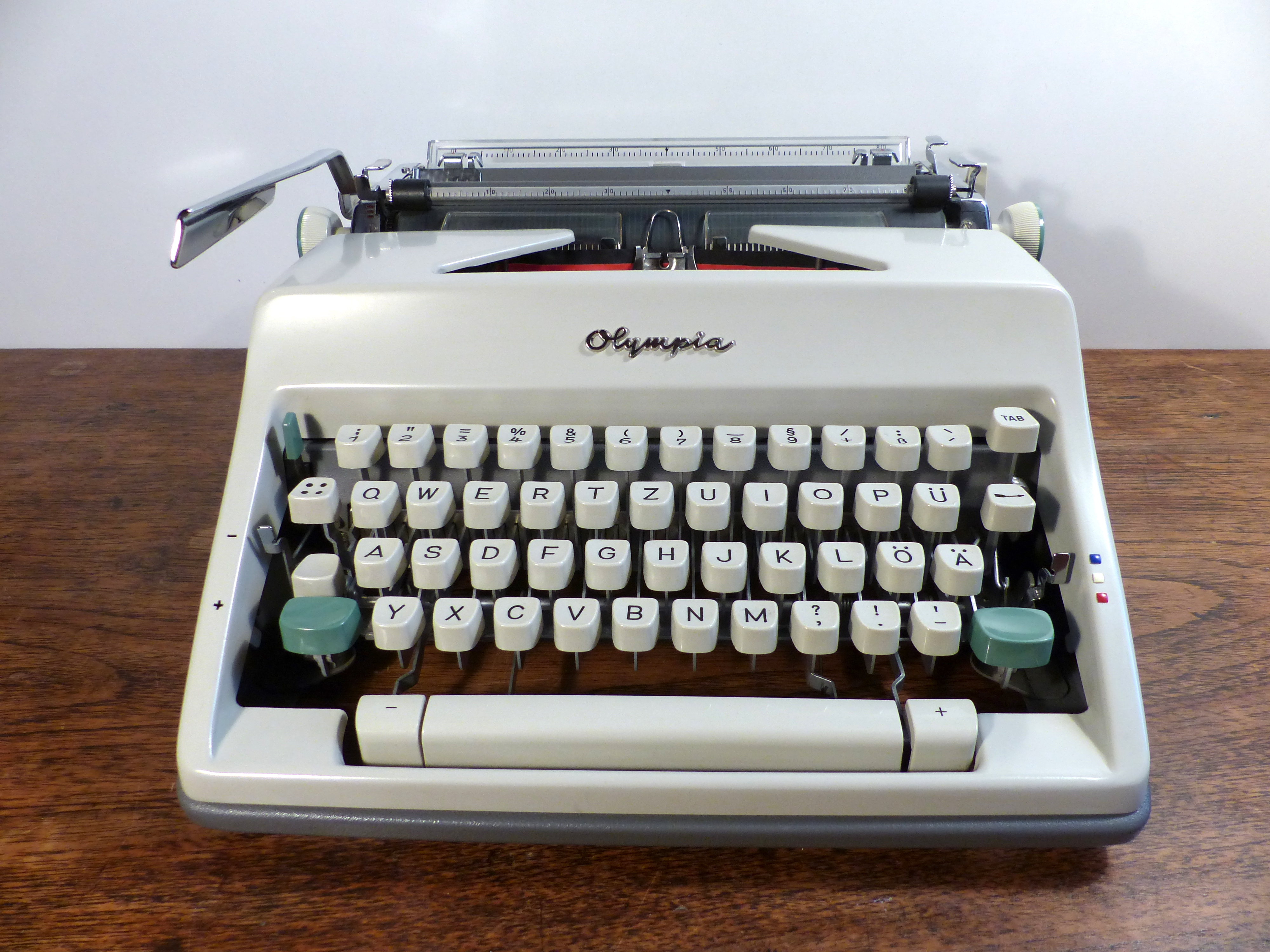
Olympia SM9 (1967)

## SM9 (1964–79)
Die Olympia SM9 wurde zeitgleich mit der SM8 eingeführt. Technisch ist die Maschine mit der SM8 identisch, weist zusätzlich jedoch einen direkt in der Tastatur setz- und löschbaren Tabulator auf. Zusätzlich verfügt sie über einen Einstellmechanismus, welcher die Druckhärte beim Schreiben reguliert.

## Ende der SM-Serie
Bereits ab 1960 wurden unter der Bezeichnung Olympia Monica (selten auch Monica) vereinfachte Varianten der Modelle angeboten. Nach 1979 wurde die gesamte SM-Serie durch die Monica S, Monica und Monica de Luxe ersetzt. Diese Maschinen basieren teilweise noch auf der SM8 und SM9, später wurden japanische Schreibmaschinen, sowie DDR-Fabrikate von Robotron verwendet und mit einem Olympia-Gehäuse versehen.

### Weitere Literatur
- Eberhard Lippmann: AEG – Olympia – Optima. Büromaschinen aus Erfurt 1924–2004. Sutton Verlag, Erfurt 2010, ISBN 978-3-86680-706-8.